# 興福寺 (長崎市)

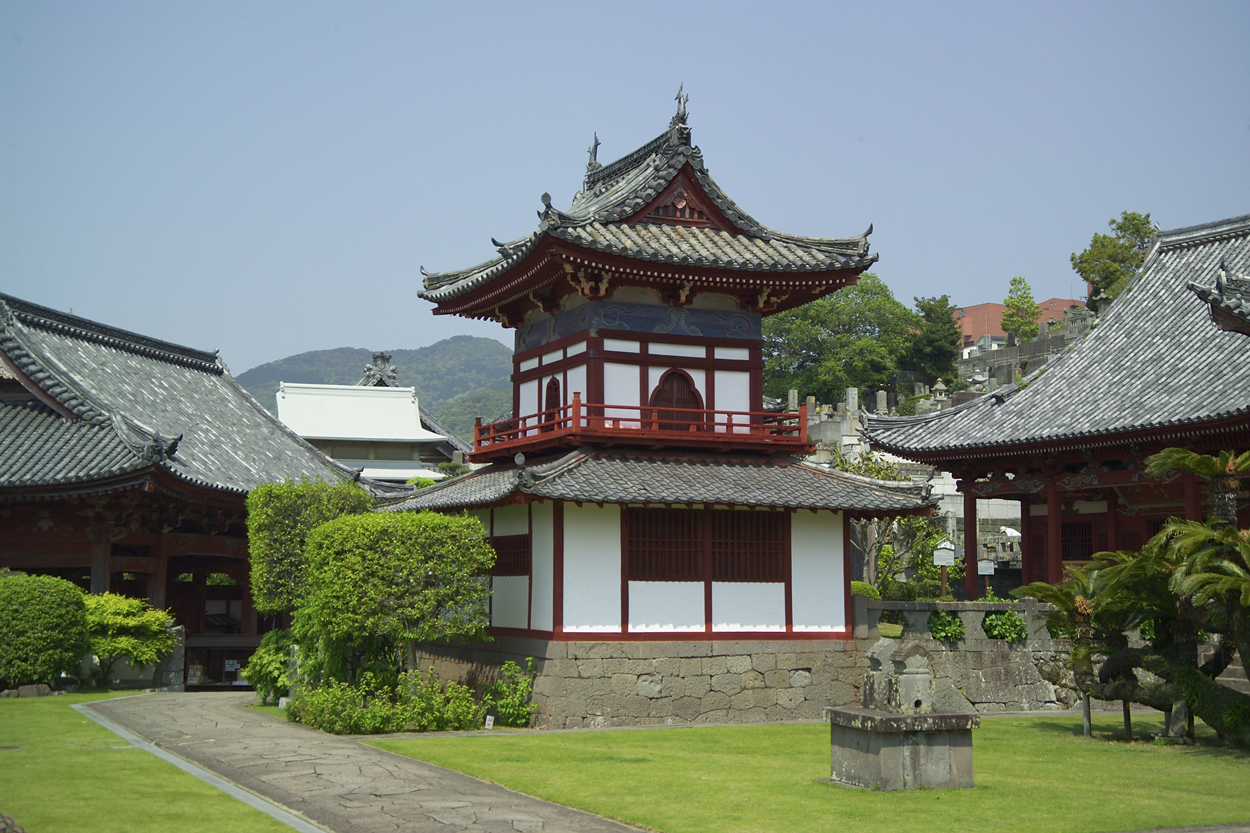
鐘鼓楼

興福寺（こうふくじ）は、長崎県長崎市寺町（てらまち）にある、日本最古の黄檗宗の寺院。山号は東明山。山門が朱塗りであるため、あか寺とも呼ばれる。

## 歴史
1624年（寛永元年）に中国僧の真円により創建された日本最初の唐寺である。崇福寺・福済寺とともに長崎三福寺の一つに数えられる。本寺には、福建省・浙江省・江蘇省出身の信徒が多いため、媽祖堂も置かれていて、南京寺とも称せられた。黄檗宗の開祖隠元隆琦ゆかりの寺院で、本堂にあたる大雄宝殿は国の重要文化財に指定されている。
福建省出身である隠元が黄檗宗・インゲンマメなど様々な文化を日本に伝えたことを縁として、黄檗文化交流が行われている。

## 鐘鼓楼
鐘鼓楼は1962年（昭和37年）に長崎県指定の有形文化財に指定されたもので、重層に梵鐘と太鼓を置くものとなっている。しかし梵鐘自体は太平洋戦争中に供出されており、戦後も梵鐘は設置されないままであった。
2019年（令和元年）に福建省のトップにあたる于偉国が興福寺を視察した際、梵鐘が失われたままであることを知り、于が新しい梵鐘の寄贈を提案した。新しい梵鐘は中国国内で製造され、2021年（令和3年）2月に興福寺へと届けられ設置が行われた。

## 歴代住持
- 開基 - 真円
- 第2代 - 黙子如定
- 第3代 - 逸然性融
- 開法開山 - 隠元隆琦
- 第3代再任 - 逸然性融
- 第4代 - 澄一道亮
- 第5代 - 悦峯道章

：
- 第9代 - 竺庵浄印（じくあんじょういん）

## 文化財

### 重要文化財（国指定）
- 大雄宝殿 - 寛永9年（1632年）に2代如定が建立した最初の堂は大火で焼失し元禄2年（1689年）に再建された。慶応元年（1865年）暴風で大破し明治16年（1883年）に修復された。
- 旧唐人屋敷門（長崎市の所有）

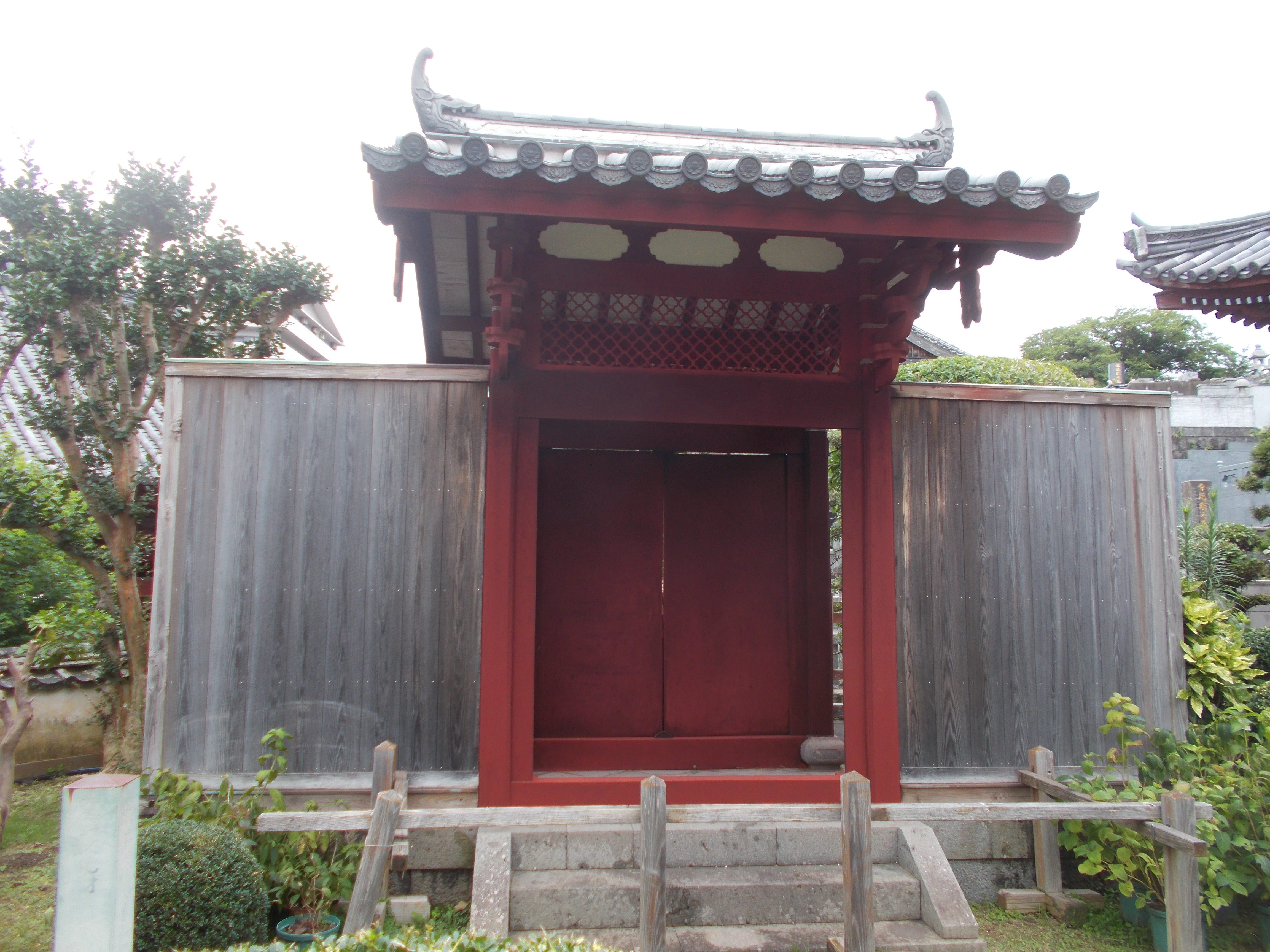
旧唐人屋敷門

### 県指定有形文化財
- 山門
- 媽姐堂（天海司命堂）
- 鐘鼓楼
- 瑠璃燈
- 三江会所門

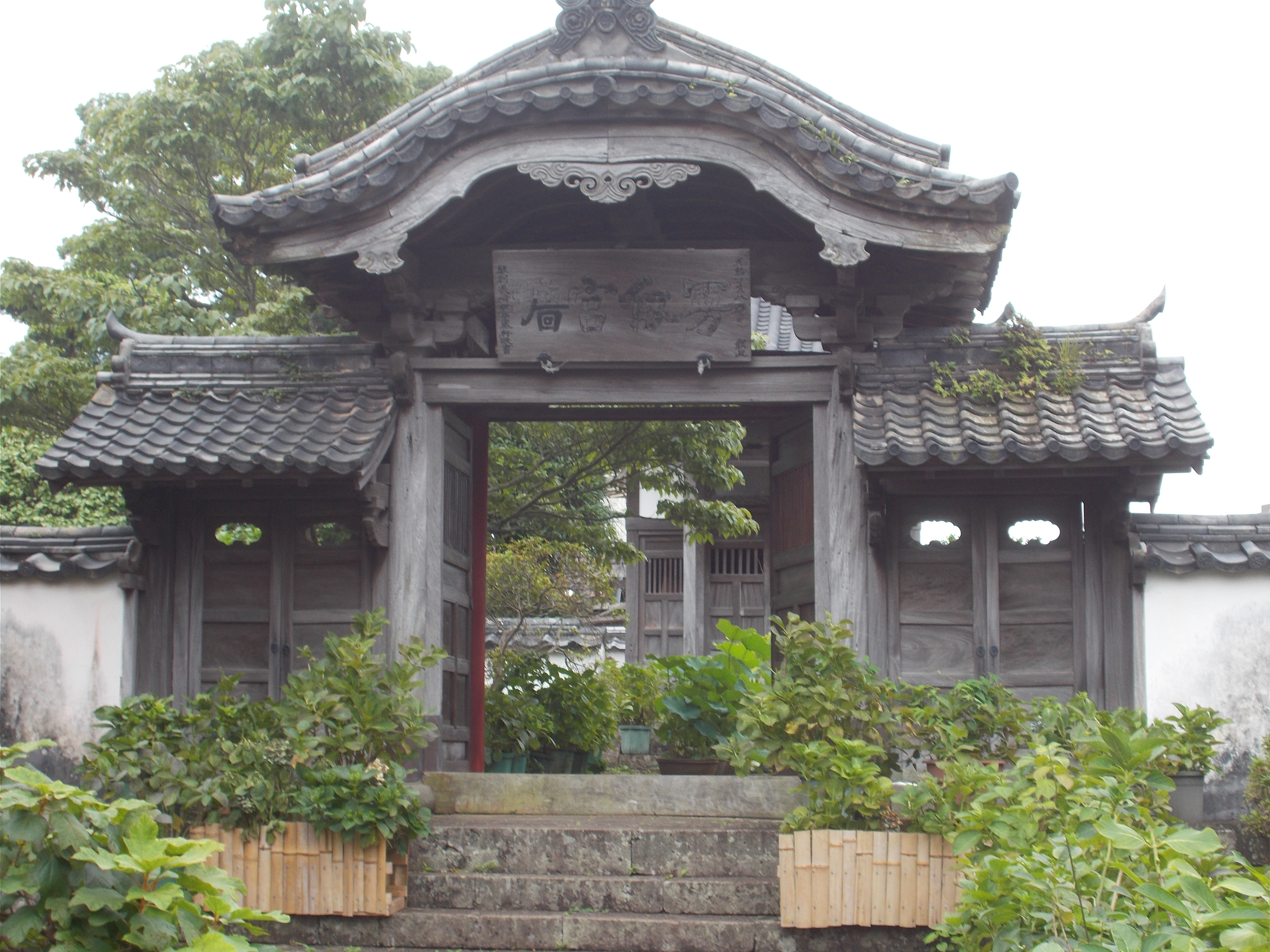
中島聖堂遺構大学門（長崎市所有）
- 黄檗開祖国師三幅対

- 中島聖堂遺構大学門

### 市指定有形文化財
- 黄檗開祖国師三幅対[5]
- 興福寺の瑠璃燈[6]

### 県指定史跡
- 境内[7]